# Essaye-moi
Pour plus de détails, voir Fiche technique et Distribution.
Essaye-moi est un film français réalisé par Pierre-François Martin-Laval, alias Pef, ex-membre des Robins des Bois, sorti en 2006.

## Synopsis
À l'âge de 9 ans, le petit Yves-Marie avait demandé à Jacqueline, du même âge : « Épouse-moi ». Elle lui avait répondu : « Je t'épouserai le jour où tu iras dans les étoiles ». Vingt-quatre ans plus tard, Yves-Marie est devenu cosmonaute. Il se présente à Jacqueline pour lui rappeler sa promesse. Devant l'embarras de Jacqueline, qui s'apprête à épouser un autre homme, Yves-Marie lui propose : « Essaye-moi une journée avant de dire non... »

## Fiche technique
- Titre : Essaye-moi
- Titre international : Try Me
- Réalisation : Pierre-François Martin-Laval
- Scénario : Jean-Paul Bathany, Pierre-François Martin-Laval, Isabelle Nanty et Frédéric Proust
- Musique : Pierre Van Dormael interprétée par l'Orchestre Colonne, dirigé par Laurent Petitgirard
- Supervision musicale : Valérie Lindon (Ré Flexe Music)
- Photographie : Régis Blondeau
- Montage : Jenny Frenck
- Casting : Pierre-Jacques Bénichou
- Costumes : Anne Schotte
- Décors : Franck Schwarz
- Effets visuels : Def2shoot
- Effets spéciaux : Julien Poncet de la Grave et Olivier Marais
- Cascades : Michel Julienne, Christophe Marsaud, Pascal Guégan et Philippe Guégan
- Producteurs : Laurent Pétin et Michèle Pétin
- Sociétés de production : ARP Sélection
- Participation à la production : Canal+ et CinéCinéma
- Budget : 3.76M€[1]
- Pays d'origine :  France
- Langue : français
- Format : couleur - 35mm
- Genre : comédie romantique
- Durée : 90 minutes
- Visa d'exploitation n° 113 136
- Sociétés de distribution : ARP Sélection ( France) et Melimedias ( Belgique)
- Dates de sortie en France :
  - 20 janvier 2006 Festival de l'Alpe d'Huez (avant-première)
  - 15 mars 2006 (nationale)
  - 12 octobre 2006 (DVD)
  - 16 février 2016 (VOD)
- Box-office France : 502 369[2]
- Box-office Belgique : 12 000 entrées

## Distribution
- Pierre-François Martin-Laval : Yves-Marie
- Julie Depardieu : Jacqueline
- Pierre Richard : père d'Yves-Marie
- Kad Merad : Vincent
- Isabelle Nanty : mère de Jacqueline
- Marina Foïs : la mère de Firmin
- Jules Angelo Bigarnet : Firmin
- Wladimir Yordanoff : père de Jacqueline
- Frédéric Proust : Paul
- Arnaud Marciszewer : Yves-Marie enfant
- Tilly Mandelbrot : Jacqueline enfant
- Pascal Vincent : voisin
- Denise Bonal : madame Villano
- Valérie Bonneton : collègue de Jacqueline
- Robert Assolen : gardien zoo
- Edéa Darcque : fan supermarché #1
- Charlotte des Georges : fan supermarché #2
- Johanna Landau : gardienne immeuble
- André Lutrand : papy croquet
- Jean-Pierre Ameline : boucher
- Maxime Masse : fils du boucher
- Dominique Tedeschi : client supermarché
- Lionel Mazeman : collègue astronaute #1
- Jean-François Lenogue : collègue astronaute #2
- Benoît Berthon : chauffeur armée
- Élise Larnicol : femme du couple sur la route
- Maurice Barthélemy : homme du couple sur la route
- Denis Martin-Laval : multi-figurant
- Marcel Delahaye :

## Commentaire
Ce film est dédié à Isabelle Nanty (source : générique). Dernier rôle au cinéma pour Denise Bonal.

## Autour du film
Pierre-François Martin-Laval est le deuxième membre des Robins des bois (après Maurice Barthélemy) à devenir réalisateur. Ce n'est toutefois pas sa première expérience de mise en scène, puisqu'il a déjà fait ses preuves dans ce domaine au théâtre. C'est le producteur Christian Fechner qui lui suggèra d'écrire son film en 2000, lors du tournage de La Tour Montparnasse infernale.

## Lieux de tournage
- Montigny-le-Bretonneux[3] (scène du plan d'eau avec la pierre)
- Saint-Quentin-en-Yvelines[4]

## Distinctions

### Récompenses
- Festival International du Film d'Aventures de Valenciennes 2006 : Prix Robert Enrico pour Pierre-François Martin-Laval
- Raimu de la Comédie 2006 : Prix RAIMU de la comédienne dans un second rôle pour Isabelle Nanty
- Festival International du Film de Comédie de l'Alpe d'Huez 2006 : Reblochon d'Or du Meilleur Acteur pour Pierre-François Martin-Laval

### Nominations
- Raimu de la Comédie 2006 : Prix RAIMU de la comédienne pour Julie Depardieu
- Gérard du Cinéma 2007 : Gérard du Plus mauvais gamin horripilant pour Jules Angelo Bigarnet
- Trophées Jeunes Talents 2007 : Jeune réalisateur pour Pierre-François Martin-Laval
- Festival International du Film de Comédie de l'Alpe d'Huez 2006 :
  - Etoile du Rire - Grand Prix TPS Star pour Pierre-François Martin-Laval
  - Prix du Public Europe 1 pour Pierre-François Martin-Laval
  - Prix du Jury Jeune pour Pierre-François Martin-Laval